# Filosofia politica (rivista)
Filosofia politica è una rivista quadrimestrale edita da Il Mulino, che ha come obiettivo una discussione di tipo storico e teorico attorno ai concetti politici. Fu fondata nel 1987, da Nicola Matteucci (che ne fu il primo direttore), Roberto Esposito, Giuseppe Duso e Carlo Galli, che ha assunto la direzione nel 2005.
Oltre ai nomi dei fondatori, si ricordano, tra quelli dei più illustri collaboratori, quelli di Luigi Ferrajoli, Adriana Cavarero, Stefano Rodotà, Biagio De Giovanni, Enrico Berti, Gianfranco Ravasi, Umberto Curi, Paolo Grossi, Paul Ricœur, Giuseppe Galasso, Franco Volpi.